# Euscelimena gavialis
Euscelimena gavialis är en insektsart som först beskrevs av Henri Saussure 1861.  Euscelimena gavialis ingår i släktet Euscelimena och familjen torngräshoppor. Inga underarter finns listade i Catalogue of Life.